# Rhopalomyia artemisiae
Rhopalomyia artemisiae är en tvåvingeart som först beskrevs av Bouche 1834.  Rhopalomyia artemisiae ingår i släktet Rhopalomyia och familjen gallmyggor. Inga underarter finns listade i Catalogue of Life.